# Когзвел (Северна Дакота)
Когзвел (енгл. Cogswell) град је у америчкој савезној држави Северна Дакота.

## Демографија
По попису из 2010. године број становника је 99, што је 66 (-40,0%) становника мање него 2000. године.
| Група             | 2000.       | 2010.      |
| Белци             | 161 (97,6%) | 94 (94,9%) |
| Афроамериканци    | 0 (0,0%)    | 0 (0,0%)   |
| Азијати           | 0 (0,0%)    | 0 (0,0%)   |
| Хиспаноамериканци | 3 (1,8%)    | 0 (0,0%)   |
| Укупно            | 165         | 99         |